# Higelin '82
Albums de Jacques Higelin
Higelin à Mogador
(1981) Higelin au Casino de Paris
(1983)
Higelin '82 est le huitième album studio de Jacques Higelin, paru en 1982. 
Il est surnommé ainsi car il n'a pas de titre, Higelin ne lui en trouvant pas. Sur la pochette originale du disque ou de la cassette, seules figurent une photo et la signature d'Higelin (un « 82 » sera ajouté sur la réédition CD). Le chanteur a déclaré au moment de sa sortie qu'on pouvait l'appeler « Signé Higelin ».

## Description
L'album est édité sous deux références différentes, l'une, sous pochette noire, comprenant l'album et le maxi 45 tours ; l'autre en 1983 sous pochette blanche avec l'album seul. La version promo de l'album, distribuée lors du concert de lancement à Montfermeil, est rouge.
L'album est scindé en trois parties : la première face (soit les trois premières chansons du CD) comprend des chansons inspirées d'un voyage à la Guadeloupe, les deux premiers morceaux de la seconde face et les deux morceaux du maxi 45 tours sont les versions studio de chansons créées lors du spectacle Jacques Joseph Victor dort, les deux dernières chansons de la seconde face sont inspirées par un voyage en Corse.

## Collector
(août 2010).
Si vous disposez d'ouvrages ou d'articles de référence ou si vous connaissez des sites web de qualité traitant du thème abordé ici, merci de compléter l'article en donnant les références utiles à sa vérifiabilité et en les liant à la section « Notes et références ».
Sur les tout  premiers tirages (très difficiles à trouver), les mixages sont quelque peu différents : Boogie rouillé semble avoir été enregistré dans un garage, le piano est quasi inexistant sur la Ballade de chez Tao, des chœurs masculins sont présents sur le final de Beauté Crachée. Le plus flagrant est Nascimo : on entend des chœurs masculins qui contrebalancent des chœurs féminins sur la longue plage instrumentale, ainsi que des notes de saxophone et de synthétiseur supplémentaires. Le tout a disparu sur les tirages qui ont très vite suivi.
On peut supposer que Higelin n'était pas satisfait des mixages et les a refaits au dernier moment, malgré quelques disques déjà partis pour la vente.
Le problème pour les collectionneurs est qu'il est impossible de distinguer de visu cette série rarissime des suivantes : les pochettes et références sont les mêmes. Il faut donc prendre le temps de l'écouter (sur Nascimo plus évident) chez un disquaire.
L'album existe aussi en cassette audio (rare), car l'album fut beaucoup plus vendu en 33 tours.

## Chansons
| 1. | Encore une journée d'foutue | 5:01 |
| 2. | Jack au banjo               | 4:35 |
| 3. | Nascimo                     | 7:45 |

| 1. | Boogie rouillé         | 3:09 |
| 2. | Manque de classe       | 6:00 |
| 3. | Lobotomie/autonomie    | 3:04 |
| 4. | La ballade de chez Tao | 5:02 |

| 1. | La putain vierge | 5:15  |
| 2. | Beauté crachée   | 10:55 |

## Musiciens
- Jacques Higelin : voix, piano, harmonica, mandoline, guitare
- Louis Bertignac : guitares
- Pierre Chérèze : guitare
- Franck Wuyts : melodica, piano, clarinette, Fender, claviers, synthé
- Sam Ateba : percussions, tambour d'appel, toms basse
- Micky Finn : guitare
- Simon Boissezon : guitare, banjo, 12 cordes
- Denis Van Hecke : contrebasse, cello
- Éric Serra : basse, violoncelle
- Michel Santangeli : batterie
- Michael Suchorsky : batterie
- Patrice Kramer : caisse claire
- Alain Guillard : saxophone
- Yvon Guillard : trompette
- Benoît Charvey : contrebasse
- Mimi Perrin : voix
- Isabelle Perrin, Blaise Ekodo, Michel Zacha, Maryline Casimir : chœurs